# أوسكار بيرنال
أوسكار بيرنال (بالإسبانية: Oscar Bernal)‏ هو لاعب كرة قدم مكسيكي، ولد في 28 سبتمبر 1995 في سيوداد خواريز في المكسيك. لعب مع سانتوس لاغونا.

## وصلات خارجية
- أوسكار بيرنال على موقع الاتحاد الدولي (مؤرشف)  (الإنجليزية)
- أوسكار بيرنال على موقع قاعدة بيانات كرة القدم.إي يو (الإنجليزية)
- أوسكار بيرنال على موقع Soccerway.com (الإنجليزية)
- أوسكار بيرنال على موقع AS.com (الإسبانية)